# Subzow
Subzow (russisch Зубцов) ist eine Kleinstadt in der Oblast Twer (Russland) mit 6927 Einwohnern (Stand 14. Oktober 2010).

## Geografie

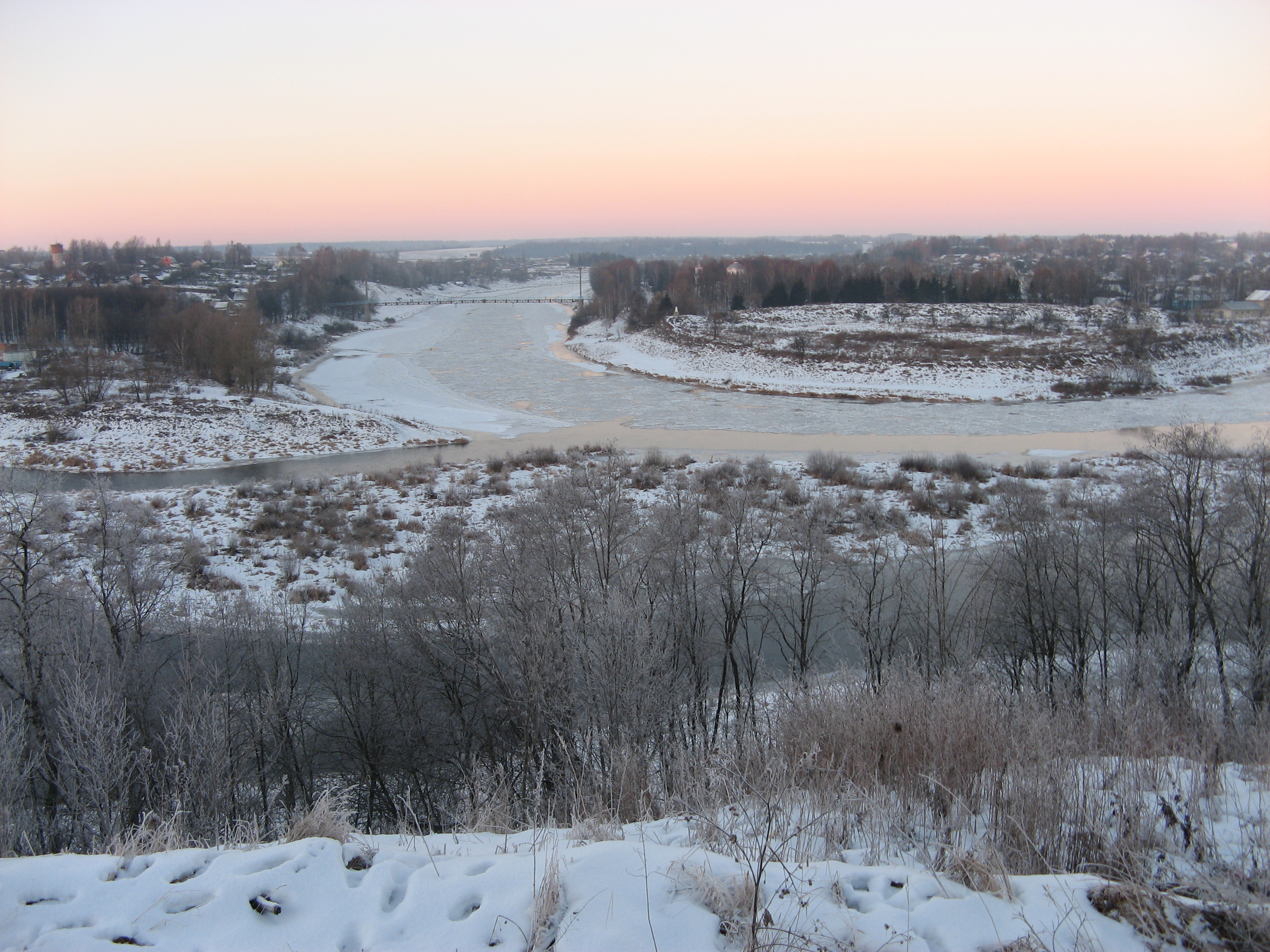
Winterliche Wolga in Subzow

Die Stadt liegt zwischen den Ausläufern der Höhen von Bely und den Smolensker Höhen etwa 150 Kilometer südwestlich der Oblasthauptstadt Twer an der Mündung des rechten Nebenflusses Wasusa in die Wolga.
Subzow ist Verwaltungszentrum des gleichnamigen Rajons.
Die Stadt liegt an der auf diesem Abschnitt 1901 eröffneten Eisenbahnstrecke Moskau–Riga (Streckenkilometer 217). Durch Subyow führt auch die Fernstraße M9 Moskau–Welikije Luki–lettische Grenze (weiter über Rēzekne nach Riga).

## Geschichte
Subzow wurde in Chroniken erstmals 1216 erwähnt und gehörte ab 1247 als eine seiner Grenzfestungen zum Fürstentum Twer.
1485 wurde der Ort an das Großfürstentum Moskau angeschlossen. Zwischen 1605 und 1612 wurde die Stadt mehrfach von polnisch-litauischen Truppen geplündert.
Mit dem Bau des Wasserstraßensystems von Wyschni Wolotschok zu Beginn des 18. Jahrhunderts wurde Subzow einem wichtigen Umschlagplatz.
1776 wurde das Stadtrecht verliehen. Gegen Ende des 19. Jahrhunderts ist die Stadt ein bedeutender Leinenhandelspunkt.
Im Zweiten Weltkrieg wurde Subzow am 11. Oktober 1941 von der deutschen Wehrmacht besetzt und am 23. August 1942 von Truppen der Westfront der Roten Armee im Rahmen der Rschew-Sytschowkaer Operation zurückerobert.

### Bevölkerungsentwicklung
| Jahr | Einwohner |
| ---- | --------- |
| 1897 | 2992      |
| 1926 | 3700      |
| 1939 | 4718      |
| 1959 | 4500      |
| 1970 | 4678      |
| 1979 | 6398      |
| 1989 | 7630      |
| 2002 | 7430      |
| 2010 | 6927      |

Anmerkung: Volkszählungsdaten (1926 gerundet)

## Kultur und Sehenswürdigkeiten

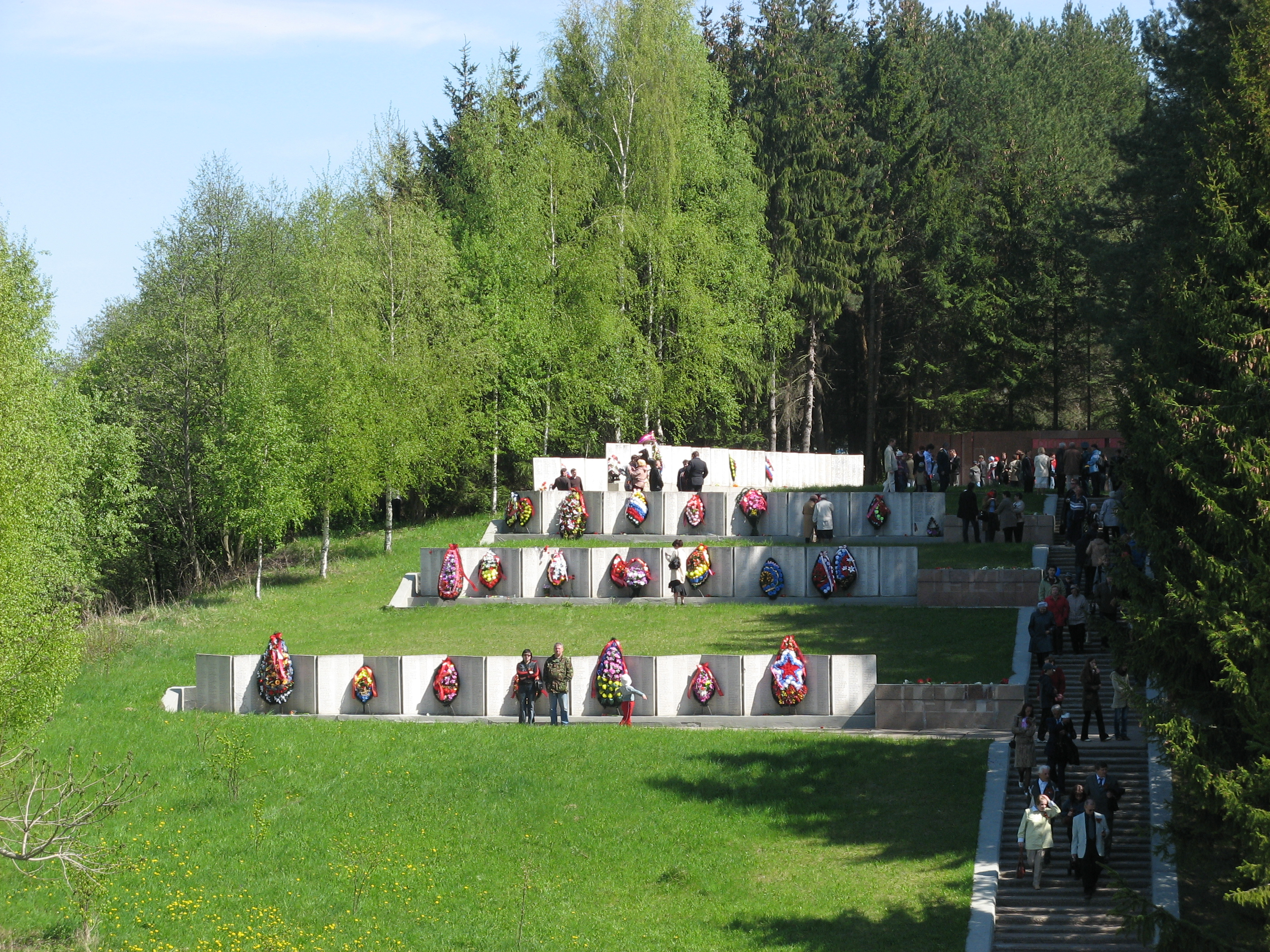
Subzower Kriegsmahnmal

In Subzow steht die Mariä-Himmelfahrts-Kathedrale (Успенский собор/Uspenski sobor) von 1801.
Die Stadt besitzt ein Heimatmuseum.

## Wirtschaft
In Subzow gibt es eine Maschinenfabrik sowie Betriebe der Textil- und Lebensmittelindustrie.